# Albert Chemin
Pour les articles homonymes, voir Chemin.
Albert Chemin, né le 25 novembre 1903 à Toulouse à l’hôpital militaire Larrey de Toulouse, est un pionnier de la médecine aéronautique. Médecin-colonel de l’Armée de l’air, il est notamment décoré de la croix de guerre des Théâtres d'opérations extérieurs pendant la campagne de pacification du Maroc, où il organise les premières évacuations sanitaires aériennes. Il a été directeur du Centre d'examen médical du personnel navigant (CEMPN) de Bordeaux de 1946 à 1961.

## Biographie
Il naît et grandit à Toulouse et mort le 15 septembre 1986, ville d’où sa mère, Reine Dardignac, était native et dans laquelle son père le docteur Félix Chemin, rouennais d’origine, était stomatologue. Il y suit sa scolarité jusqu'au baccalauréat au lycée Pierre-de-Fermat. C'est à Campagne-sur-Arize, une petite commune ariégeoise berceau de sa famille maternelle, qu'il passe ses vacances.

### Études de médecine
Titulaire du S.P.C.N. obtenu à la faculté des sciences, il est rapidement attiré par une double vocation médicale et militaire et entre en 1922 à l’École du service de santé militaire de Lyon. Il est reçu au concours d’externat en 1924 et soutient sa thèse de doctorat le 15 novembre 1927 en présentant une étude sur « l’hôpital thermal d’Amélie-les-Bains, son utilisation par le service de santé militaire pour le traitement des militaires en activité de service et des anciens combattants ». Promu médecin-lieutenant le 16 novembre 1927, il est affecté dans le service de médecine de l’hôpital militaire Larrey à Toulouse. Il poursuit sa formation à l'École d'application du service de santé militaire au Val-de-Grâce à Paris en 1928, où il est élève de la 88e promotion. Albert Chemin a notamment pour condisciples Hugues Gounelle de Pontanel, futur président de l’Académie de médecine et Eugène Aujaleu, futur directeur de la Santé publique.
Le 1er août 1929, il est affecté comme médecin du 22e régiment de tirailleurs algériens à Verdun.

### Campagne du Maroc

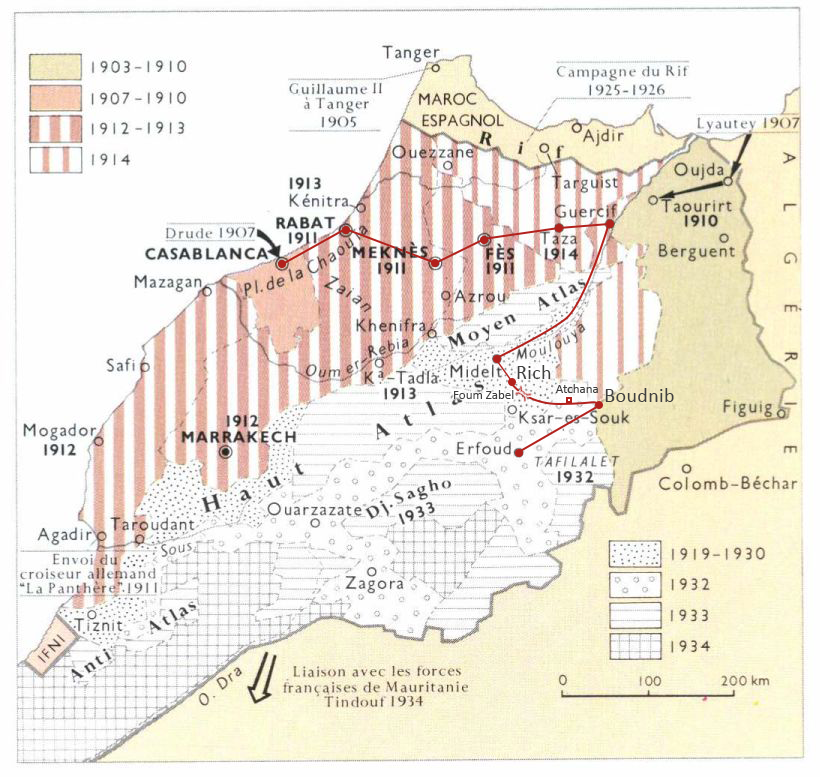
Parcours d'Albert Chemin entre Casablanca et Erfoud (1931).

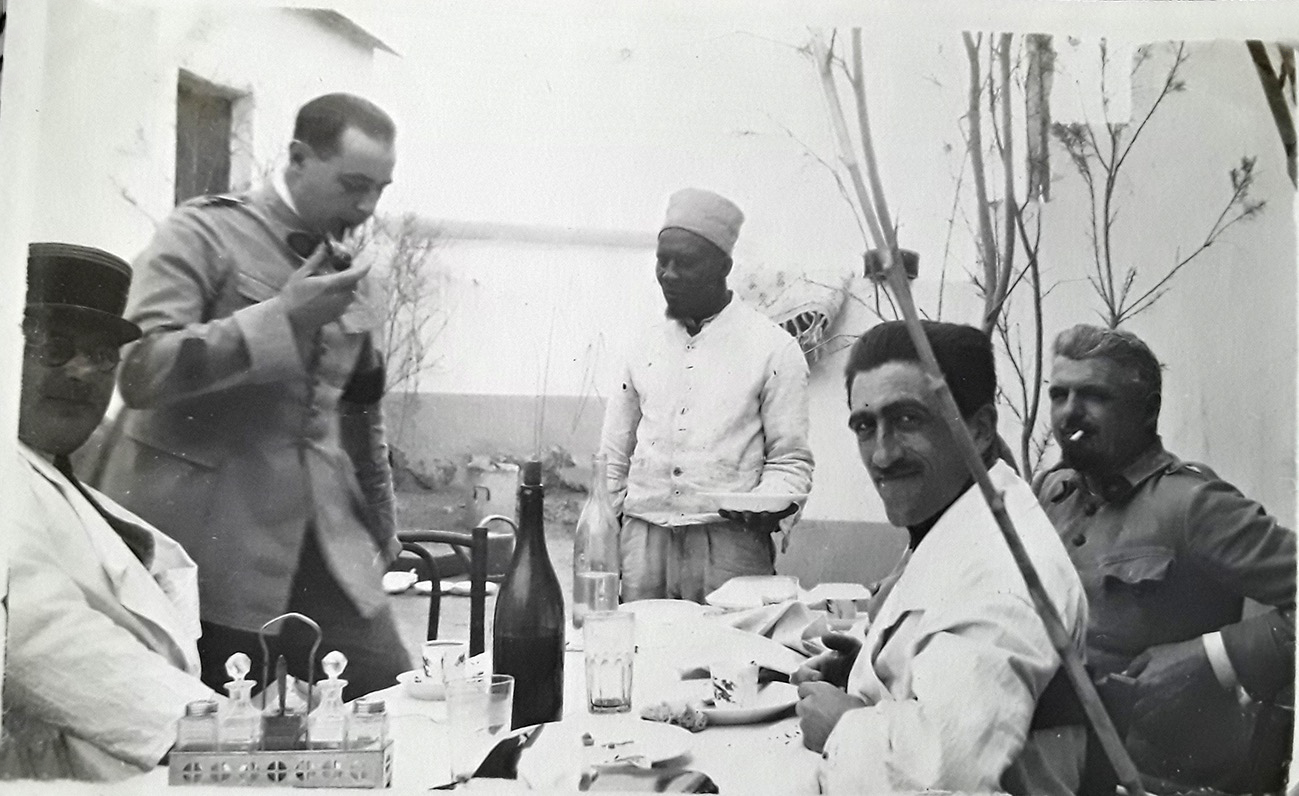
Albert Chemin attablé avec des officiers dans le Ksar Boudnib, mars 1931.

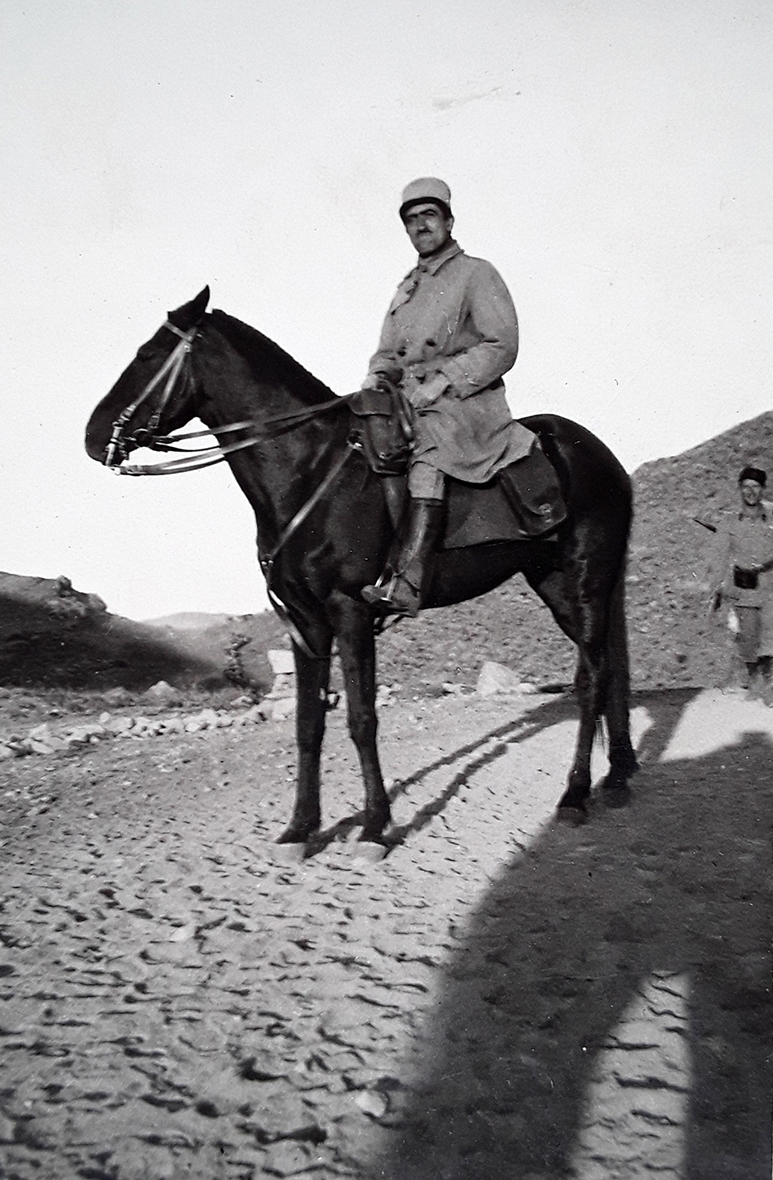
Albert Chemin pendant la campagne du Maroc, 1932.

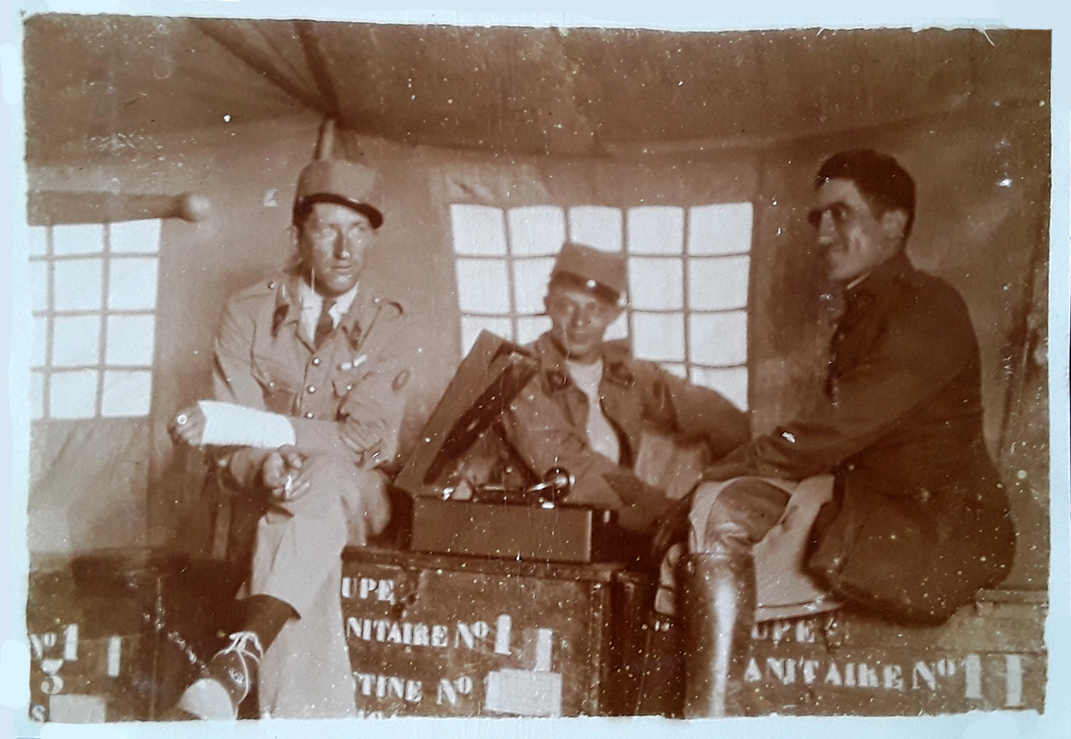
Albert Chemin et des officiers du groupe sanitaire no 1, 1932.

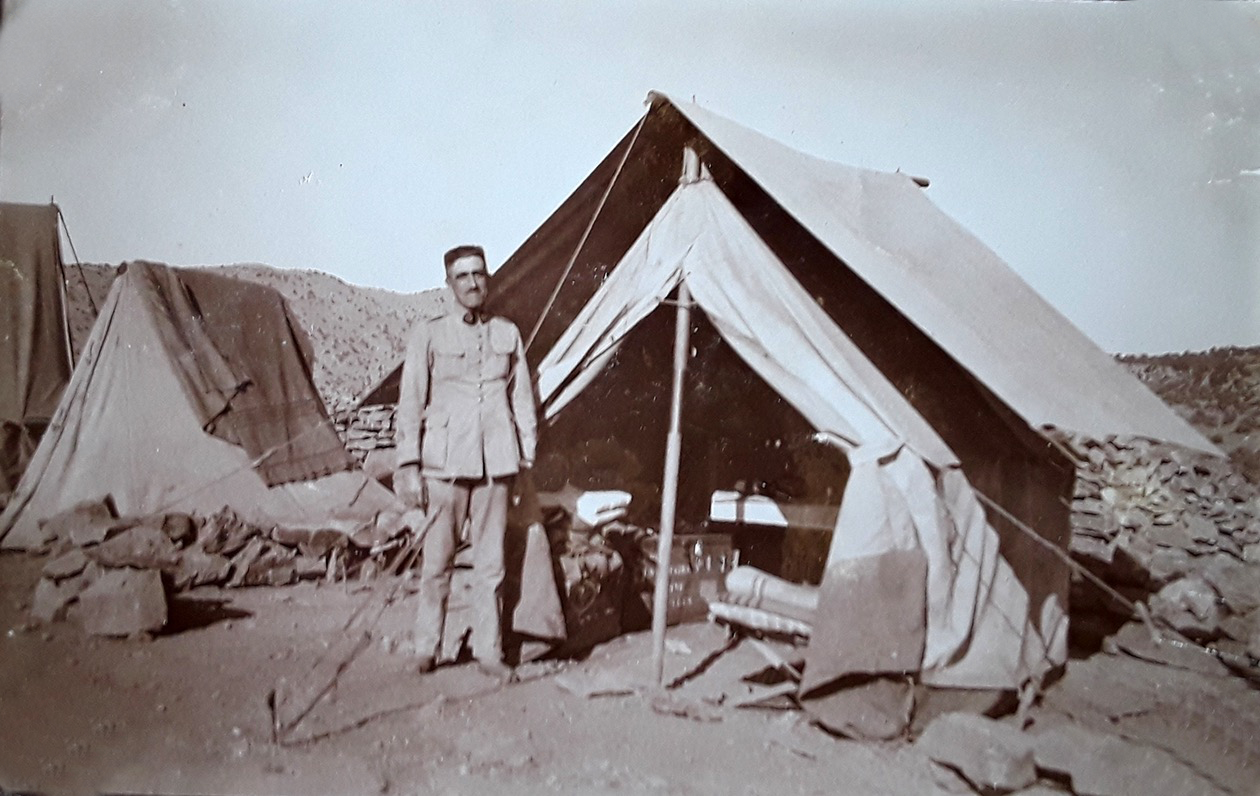
Albert Chemin devant une tente du groupe sanitaire no 1, 1932.

Promu médecin-capitaine le 1er janvier 1930, il est affecté au Maroc. C'est là qu'il va participer à la campagne de pacification du Sud marocain, dans le Tafilalet. En janvier 1931, Albert Chemin est désigné pour former le premier groupe sanitaire motorisé, destiné à constituer une ambulance de campagne. Le groupe, comprenant six camionnettes, quitte alors Casablanca pour un long périple vers Erfoud, lieu de commandement des confins algéro-marocains. Il rejoint Guercif après être passé par Rabat, Meknès, Fez et Taza. Il prend ensuite la direction du sud en suivant le cours de la Moulouya qui s'écoule dans une région aride entre le Moyen et le Haut Atlas. Pour rejoindre Midelt, il emprunte un chemin de fer à voie étroite qui enjambe les oueds sur des ouvrages d'art ayant juste la largeur de la voie. À cause de retards et d'incidents mécaniques, le commandement ordonne à Albert Chemin de prendre de l'avance sur le groupe sanitaire no 1. Il passe le col enneigé du Tazrouft, en amont des gorges du Ziz, dans un modèle de Ford déjà vieux pour l'époque et arrive à Rich, qui est son premier contact avec un bureau des Affaires indigènes, luxueusement aménagé. Les officiers des Affaires indigènes avaient pour mission d'assurer la surveillance et le contrôle de la région ainsi que son fonctionnement administratif.
La route de Rich à Boudnib traverse une zone peu sûre, passant notamment par le fort d'Atchana, poste sinistré à l'entrée de gorges où quelques mois auparavant, un goum fut massacré dans un guet-apens. Une automitrailleuse accompagne donc le convoi, qui passe par le tunnel de Foum Zabel portant alors l'inscription : « La montagne barrait la route, l'ordre fut donné de passer quand même, la Légion l'exécuta. Octobre 1927 - Mai 1928. »,.
Albert Chemin resta quelques jours à Boudnib, palmeraie au bord du Guir et place de commandement, comportant notamment une infirmerie indigène. Rebaptisées en 1930 « hôpitaux auxiliaires », ces infirmeries présentes dans tous les postes avaient un rôle capital dans la colonisation, tant du point de vue médical que social et politique. La personne du médecin, « le toubib », y était particulièrement respectée, y compris dans les zones dissidentes où il était protégé par les tribus elles-mêmes. Agent de pénétration, d'attirance et de pacification, le rôle du médecin colonial était alors de soigner et soulager l'ensemble des populations indigènes civiles et militaires,. Une phrase célèbre du maréchal Lyautey au général Gallieni en 1901 pendant la pacification de Madagascar en rappelle le rôle majeur : « Envoyez-moi quatre médecins de plus et je vous rends quatre compagnies ».
Albert Chemin est rejoint par le groupe sanitaire no 1 et rallie finalement Erfoud en traversant l'Hamada du Guir, plateau rocailleux et désertique, en empruntant une piste construite par la Légion étrangère. Erfoud, oasis saharienne au bord du Ziz, est alors la base de départ des opérations 100 km au sud, regroupant les bataillons de troupes combattantes et notamment des escadrilles de Potez 25 TOE.
Médecin-chef du groupe sanitaire mobile no 1, Albert Chemin opère ainsi aux confins algéro-marocains, où il fait la connaissance du capitaine Henri de Bournazel, qui trouve la mort en 1933 lors de la bataille de Djebel Saghro.
Face au haut taux de mortalité des évacuations sanitaire à dos de mulet à l’aide d’un cacolet, l’action du docteur Albert Chemin permet, avec le médecin-capitaine Jean Vial, l’organisation des premières évacuations sanitaires aériennes en Breguet 14S. Il participe à l'occupation du plateau des Lacs et aux combats de Tazigzaout, ce qui lui vaudra d’être décoré de la croix de guerre des T.O.E. avec une citation élogieuse du commandant des troupes du Maroc le 28 novembre 1932.

« Médecin-chef du groupe sanitaire mobile no 1, a fait preuve d'une activité et d'un dévouement exemplaires. A obtenu un excellent rendement de son personnel qui depuis six mois participe aux travaux de piste, puis à toutes les opérations du groupe mobile. A accompli avec entrain une tâche difficile et même dangereuse en particulier pendant l'occupation du plateau des Lacs (juillet-août 1932). »

— Citation du 28 novembre 1932.
De 1933 à 1934, il occupe les fonctions de médecin de la place de Casablanca. Il rédige alors avec Jean Vial un rapport au ministre de la Défense nationale sur les évacuations sanitaires aériennes dans le Sud marocain de 1930 à 1933, dans lequel ils insistent sur la valeur de l'emploi de l'aviation dans le transport des blessés. Ce travail, non publié, vaut aux auteurs une lettre de félicitations du ministre de la Défense.

### Carrière en France et spécialisation dans la médecine aéronautique

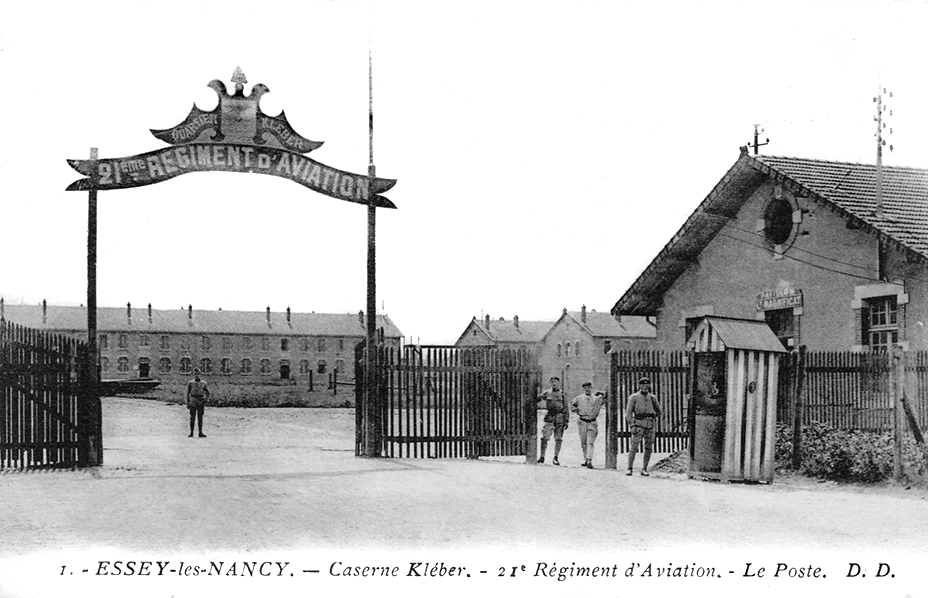
Caserne Kléber occupée par le d'aviation de bombardement sur le site d'Essey-les-Nancy. Carte postale d'époque.

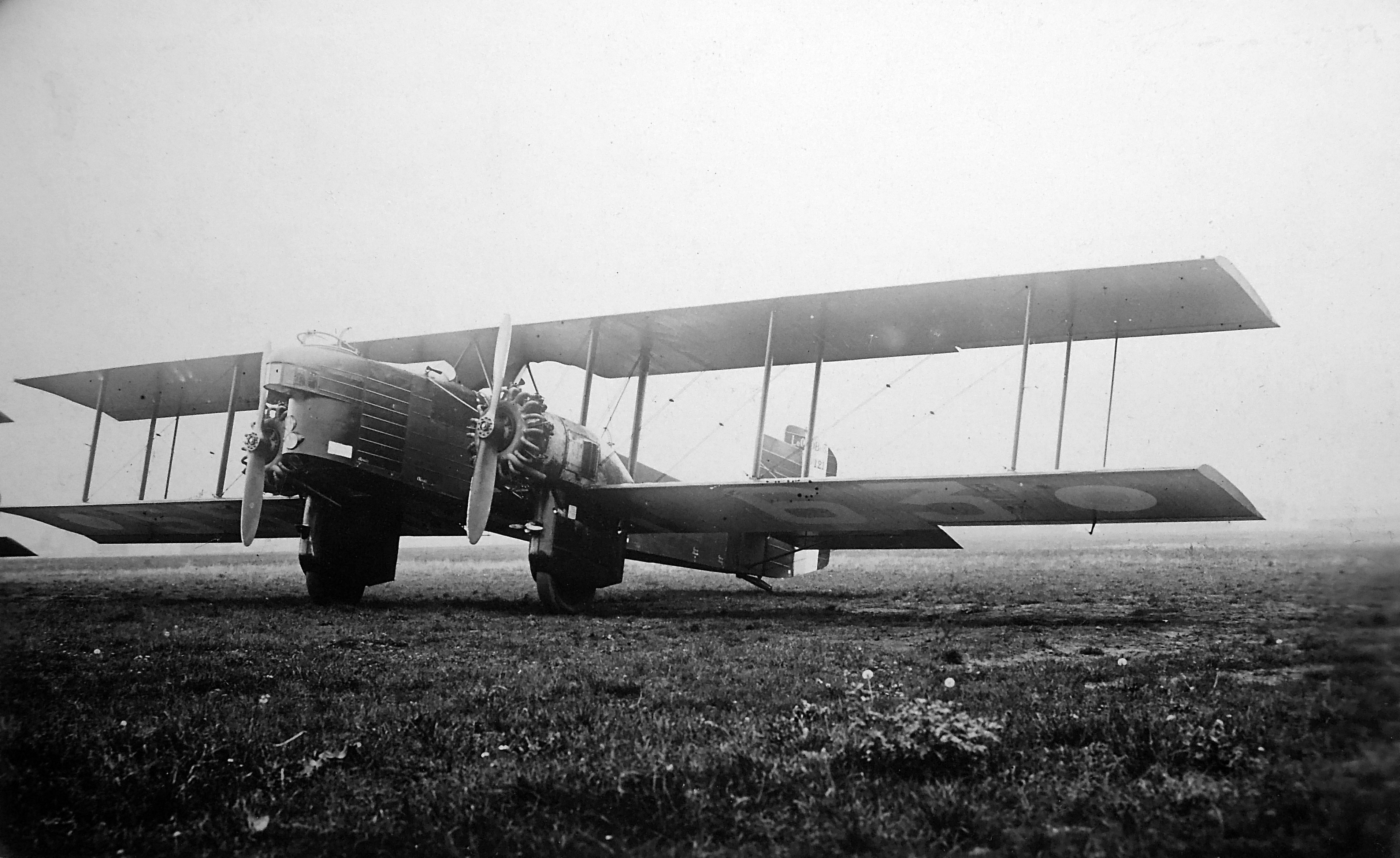
Les six escadrilles de bombardement du d'aviation de bombardement de Nancy sont équipées de Lioré et Olivier LeO 20, bombardier nocturne triplace (BN3) (photographie de 1928). Elles sont toutes rééquipées de Bloch MB.200 à partir de 1935, puis de Bloch MB.210 à partir de septembre 1936.

De retour en France en 1934, il est nommé médecin-chef à la 21e escadre d’aviation de Nancy. Les bombardiers qui la composent sont amenés à voler à haute altitude pour échapper aux défenses anti-aériennes. Or, cette escadre de bombardement lourd est principalement composée d'équipages âgés, les pilotes les plus jeunes étant affectés aux escadres de chasse. Des incidents de gravité variable surviennent, notamment dus à des syncopes en haute altitude. Ainsi durant cette affectation, Albert Chemin est amené à étudier les incidences physiologiques des vols en haute altitude,,, ce qui lui valut d'être reconnu comme l’un des meilleurs spécialistes de la médecine aéronautique et de recevoir les félicitations du ministre de l’Air aux côtés des médecins militaires Robert Grandpierre et Paul Grognot.
Sous le gouvernement du Front populaire, certaines escadres de l'Est sont regroupées dans le Sud-Ouest de crainte des bombardements allemands : Albert Chemin est nommé à Bordeaux en juillet 1937. Le 1er juillet 1939, il est nommé médecin-chef à la base aérienne de Bordeaux-Mérignac puis le 12 avril 1940, médecin-chef de la base aérienne de Dijon. Après la bataille de France en juin 1940, il devient médecin-chef à la base aérienne de Toulouse-Francazal. La ligne de démarcation le sépare alors de sa famille restée à Bordeaux. Sous le régime de Vichy, il est muté au ministère des Anciens Combattants et devient à titre civil médecin-chef du centre d’appareillage des mutilés de Bordeaux. Promu au grade de médecin principal en 1942, il est réintégré dans l'armée à la Libération et homologué comme médecin-commandant.

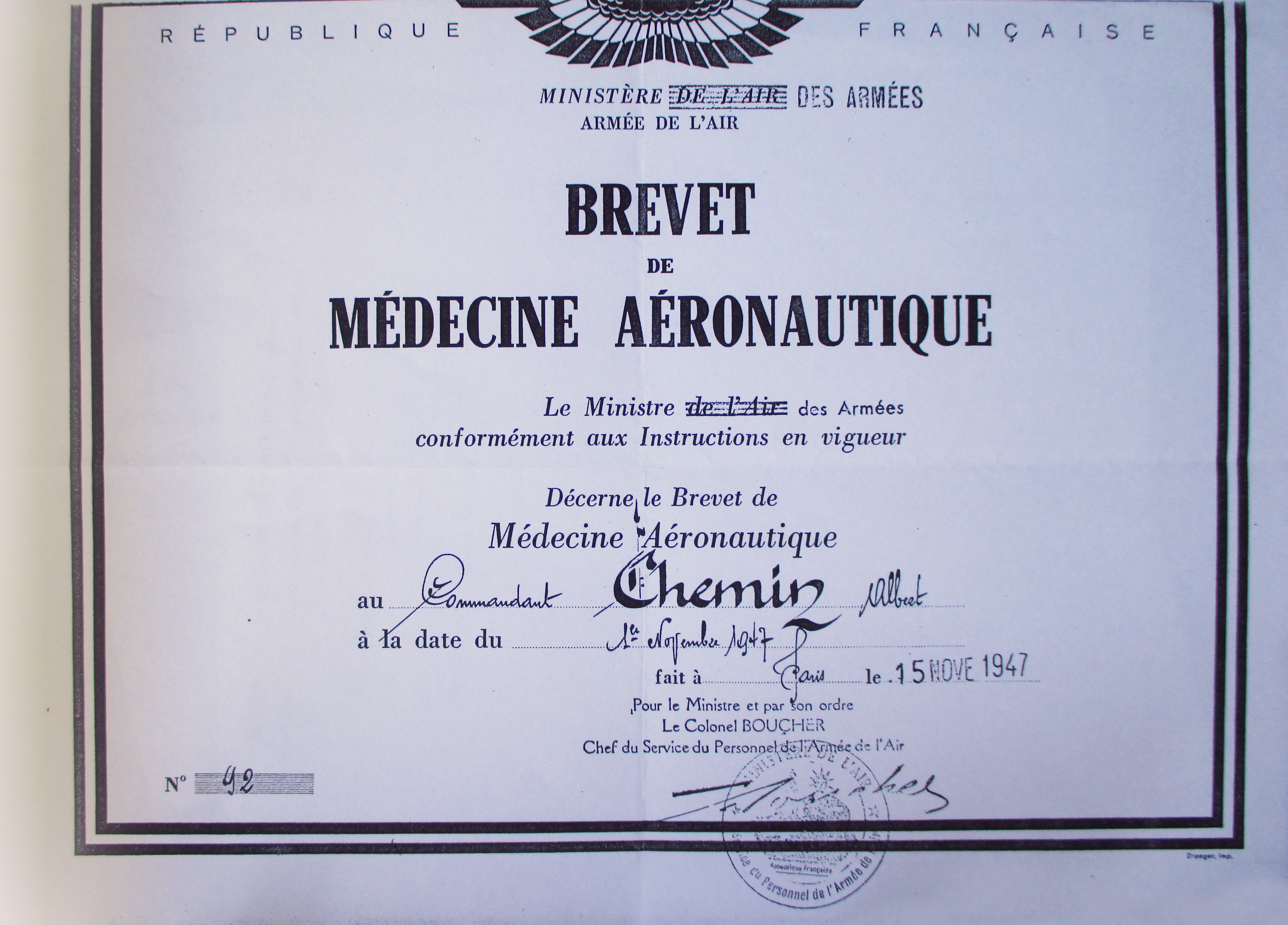
Copie du brevet de médecine aéronautique d'Albert Chemin, 1947.

Dès 1947, il reçoit le brevet no 92 de médecine aéronautique et devient médecin-chef du premier Centre d'examen médical du personnel navigant (CEMPN) dont il accompagne la création à Bordeaux. Ce CEMPN, couvrant la 3e région aérienne, est d'abord situé boulevard du Président-Roosevelt, puis à la caserne Faucher où toute une génération de pilotes vient passer ses visites médicales. Il en est à la fois le médecin-chef directeur et l’expert en médecine générale et cardiologie. Il dote cette structure de laboratoires d’explorations fonctionnelles respiratoire et cardiaque, d’un caisson de décompression, d’un service de consultation ophtalmologique, ORL et radiologique ce qui en fait pour longtemps le plus innovant des CEMPN,.
Figure reconnue parmi le personnel navigant civil et militaire dont il contrôle régulièrement les aptitudes médicales, il devient l’ami de Pierre Nadot, pilote d’essai de la Caravelle ainsi que des pilotes d’essais Constantin Rozanoff, premier pilote français à franchir le mur du son en vol horizontal sur Mystère IV B, et Georges Brian, de chez Dassault, qui écrira à son sujet :

« Le médecin-colonel Chemin, qui a constitué mon dossier de santé "Personnel navigant" me concernant pendant une quinzaine d’années à partir de 1946, était un homme exceptionnel, autant par sa qualité de praticien que par son humanité.

Je garde de lui un souvenir très vif d’amitié que je pense, réciproque, et de respect. »

— Georges Brian, dans une lettre de 1988.
Entièrement dévoué au CEMPN, il y consacre une grande partie de sa vie, refusant tout poste de direction qui lui aurait pourtant permis de terminer sa carrière avec les étoiles de médecin-général afin de privilégier la stabilité de sa famille.
Promu médecin-colonel en 1952, il enseigne la médecine aéronautique et participe à la création du diplôme de médecine aéronautique à la faculté. Il concourt également à l’enseignement de la médecine du travail et de la médecine du sport. La valeur de ses publications et leur intérêt lui permettent d’être nommé président de la Société de médecine du travail en 1954, président de la Société de médecine et de chirurgie en 1958, président de la Société de médecine du sport de 1962 à 1966. Versé dans la réserve en 1962, après avoir été médecin-chef de la place de Bordeaux, il prend sa retraite militaire,.
En tant que civil, il devient médecin du travail de l’atelier de réparation de l’armée de l’air de Bordeaux-Beauséjour ainsi que du personnel civil de la base aérienne de Mérignac puis, en 1965, des usines Dassault, tout en continuant à étudier les problèmes de bruit dans les usines aéronautiques, ainsi que le saturnisme, jusqu’en 1975. Ce travail consacré au bruit et à l'évolution de la surdité professionnelle est l’un des plus documentés d’une liste qui comporte plus de cinquante publications originales,,. Avec son fils Philippe, médecin cardiologue, il se passionne pour les conséquences des changements de fuseaux horaires et publie plusieurs articles sur les rythmes circadiens,.
Ses nombreux états de service ont été salués par ses confrères dont il était très apprécié. Il a ainsi contribué durant toute sa carrière au développement de la médecine aéronautique à une époque où sa place n’était pas clairement définie et reconnue, selon les mots du médecin-général François Sclear. Il meurt à la fin de l’été 1986 et repose dans le caveau familial à Daumazan-sur-Arize. Il est officier de l’ordre national du Mérite (1962) et chevalier de la Légion d’honneur (1949),.

« Homme droit, il avait le respect des traditions les plus nobles, de la famille et du travail. Père de sept enfants, vingt-et-une fois grand-père, entouré de l'affection de son épouse née Germaine de la Baume, il laisse le souvenir d’un homme intègre, patriote, guidé par un idéal philosophique qu’il a transmis à ses petits-enfants : « Si l’on veut tracer son sillon droit, il faut accrocher sa charrue à une étoile ».  
Il a honoré le Service de santé de l’Armée de l’air, dont il a été un des fondateurs et dont il restera une des références. Sa mémoire continuera à inciter et à inspirer les jeunes générations de médecins. »

— Professeur Roland-Paul Delahaye, 1988.

### Famille
Albert Chemin épouse Germaine de la Baume (1903-1998) à Toulouse le 13 février 1930, ils auront sept enfants :
- Pierre[h] (29 novembre 1930, Casablanca - 16 juillet 2017, Libourne) ;
- Michel (16 septembre 1932, Toulouse - 26 juin 2023) ;
- Bernard (né le 29 décembre 1934, Nancy) ;
- Nicole (9 novembre 1937, Bordeaux - 6 mars 1989, Bordeaux) ;
- Philippe (né le 14 octobre 1940, Bordeaux) ;
- Marie-Christine (née le 16 décembre 1945, Bordeaux) ;
- Brigitte (née le 5 mars 1952, Caudéran).

## Postérité
- En octobre 1994[29], une partie de la rue Émile-Combes à Bordeaux, dans le quartier de l’hôpital Pellegrin, à la limite de Mérignac est renommée à son nom : rue du Médecin-Colonel Albert Chemin.